# Natuurerfgoed
Een natuurerfgoed is een deel van het Werelderfgoed van de UNESCO. Het andere deel is het cultuurerfgoed.
Een natuurerfgoed (of natuurmonument) moet aan een van de volgende criteria voldoen om op de werelderfgoedlijst te komen: 
- het is een voorbeeld van belangrijke stappen in de geschiedenis van de aarde
- het vertegenwoordigt lopende ecologische en biologische processen
- het herbergt de belangrijkste natuurlijke onderkomens voor het behoud van globale significante biodiversiteit
- het is een gebied met een exceptionele natuurlijke schoonheid.

Er waren per juni 2007 166 monumenten als natuurerfgoed en 25 gecombineerde cultuur- en natuurerfgoederen op de werelderfgoedlijst opgenomen.
Zie ook World Network of Biosphere Reserves.